# Alec Cowan
Pour les articles homonymes, voir Cowan.
Alexander "Alec" Cowan, né le 19 novembre 1996 à Calgary, est un coureur cycliste canadien.

## Biographie
En 2016, Alec Cowan devient champion du Canada du contre-la-montre espoirs et termine notamment sixième du Grand Prix de Francfort espoirs et onzième du Tour de Berlin. Sélectionné pour les championnats du monde, il se classe douzième du contre-la-montre espoirs. 
Il rejoint l'équipe continentale canadienne Silber pour la saison 2017.

## Palmarès et résultats

### Palmarès par année
- 2014
  -  Champion du Canada du critérium juniors
- 2016
  -  Champion du Canada du contre-la-montre espoirs
- 2017
  - 3e étape du Tour de Beauce (contre-la-montre)
  - 3e du championnat du Canada du contre-la-montre espoirs
- 2018
  - 1re étape de la Tucson Bicycle Classic (contre-la-montre)
  - 2e étape de la Joe Martin Stage Race
- 2019
  - 4e étape de la Joe Martin Stage Race
  - 1re étape de la Cascade Cycling Classic
- 2021
  - 1re étape de l'Intelligentsia Cup
  - 1re étape de la Sea Otter Classic
  - 2e du championnat du Canada du contre-la-montre
  - 3e de la Crystal Cup
- 2022
  - Littleton Twilight Criterium
  - 2e du championnat du Canada du critérium
- 2023
  -  Champion du Canada du critérium
  - 3e de la Clarendon Cup

### Classements mondiaux
| Année                                 | 2016  | 2017  | 2018  | 2019  | 2020  | 2021  | 2022 | 2023  |
| ------------------------------------- | ----- | ----- | ----- | ----- | ----- | ----- | ---- | ----- |
| Classement mondial                    | 1648e | 1804e | 2097e | 1721e | 1587e | 1190e | nc   | 3194e |
| UCI Europe Tour                       | 1484e | nc    | nc    |       |       |       |      |       |
| UCI Asia Tour                         | 368e  | nc    | nc    |       |       |       |      |       |
| UCI America Tour                      | 446e  | 227e  | 259e  | 255e  | 150e  | 171e  | nc   | nc    |
|                                       |       |       |       |       |       |       |      |       |
| Légende : nc = non classéSource : UCI |       |       |       |       |       |       |      |       |